# Arapiraca (microregio)
Arapiraca is een van de dertien microregio's van de Braziliaanse deelstaat Alagoas. Zij ligt in de mesoregio Agreste Alagoano en grenst aan de mesoregio Leste Alagoano in het oosten en zuidoosten, de microregio Traipu in het zuidwesten en westen, de mesoregio Sertão Alagoano in het noordwesten en de microregio Palmeira dos Índios in het noorden. De microregio heeft een oppervlakte van ca. 2431 km². Midden 2004 werd het inwoneraantal geschat op 391.818.
Tien gemeenten behoren tot deze microregio:
- Arapiraca
- Campo Grande
- Coité do Nóia
- Craíbas
- Feira Grande
- Girau do Ponciano
- Lagoa da Canoa
- Limoeiro de Anadia
- São Sebastião
- Taquarana

Mesoregio's: Agreste Alagoano · Leste Alagoano · Sertão Alagoano

Microregio's: Alagoana do Sertão do São Francisco · Arapiraca · Batalha · Litoral Norte Alagoano · Maceió · Mata Alagoana · Palmeira dos Índios · Penedo · São Miguel dos Campos · Santana do Ipanema · Serrana do Sertão Alagoano · Serrana dos Quilombos · Traipu